# Episema alba
Episema alba là một loài bướm đêm trong họ Noctuidae.